# 감염성 단핵구증
감염성 단핵구증(Infectious mononucleosis, IM, Pfeiffer's disease, Filatov's disease), 모노(Mono), 전염성 단핵구증, 전염성 단핵증, 전염성 단핵세포증다증, 간단히 선열(腺熱, granular fever) 또는 키스병(kissing disease)은
헤르페스바이러스과의 하나인 엡스타인-바 바이러스(EBV)에 의해 발병하는 감염성 바이러스성 질환으로, 성인 중 90% 이상 40세까지 후천 면역되어 있을 가능성이 있다. 대개는 어린이일 때 이러한 바이러스에 노출되는데, 질병에 특이점이 없고 독감과 비슷한 증세만을 보인다. 청년의 경우, 이 질환은 종종 열, 인후통, 목의 림프절 비대, 피로를 유발한다. 대부분의 사람들은 2-4주 안에 회복된다. 그러나 피곤함음 몇 달 동안 지속될 수 있다. 간 또는 비장이 부어오를 수 있고, 1% 미만의 경우 비장 파열이 발생할 수 있다. 12-20세 사이의 청소년들이 가장 많이 걸린다.

## 원인
일반적으로 엡스타인-바 바이러스에 의해 발생한다. 10%는 거대세포바이러스, 사람면역결핍바이러스, 톡소플라즈마, 사람헤르페스바이러스 6형, B형 간염바이러스 등의 다른 미생물에 의해 발생한다. 바이러스가 림프구를 감염시킴으로써 여러 가지 증상이 나타난다. 이 감염은 매우 흔하다. 또한 감염된 사람 중 절반 이상은 특별한 증상이 발견되지 않기 때문에 감염 여부를 모르고 지나가는 경우가 많다. 전파의 주된 경로는 타액이다. 기침이나 재채기에 의해 감염된 타액의 비말과 점액이 공중에 떠다니다가 다른 사람에게 호흡되어 전파되거나, 같은 그릇의음식을 나누어 먹거나 마시면서 감염된다.

## 연령별 증상
신생아나 소아는 엡스타인-바 바이러스에 감염되어도 대부분 증상이 없거나 가볍다. 후진국이나 개발도상국 혹은 위생상태가 좋지 않은 환경에서는 대부분 신생아나 소아기에 엡스타인-바 바이러스에 감염되기 때문에 청소년기나 성인이 되어 감염되는 경우는 거의 없다. 하지만 선진국이나 위생상태가 청결한 환경에 사는 사람들은 청소년기나 성인이 되어 엡스타인-바 바이러스에 처음 감염되는 경우가 흔하고, 이런 경우 증상을 동반한 엡스타인-바 바이러스 감염증인 감염성 단핵구증이 발생할 수 있다. 이러한 증상들은 추후 재발하기도 한다.
젊은 성인이 엡스타인-바 바이러스에 감염되면 4-6주간의 무증상 잠복기를 거친다. 감염 후 4-6주에 피로감, 권태감 및 근육통이 약 1-2주 동안 지속된다. 이후 발열, 인후통 및 림프절 비대가 발생한다.

## 치료
특이적인 치료는 없으나 여러 합병증이 있는 경우에는 스테로이드 등을 투여할 수 있다. 대부분의 경우 양성으로 완전히 회복되지만 때로는 비장파열, 용혈성 빈혈, 수막염 등의 합병증이 나타날 수 있다.